# キム・ビョンチョル
キム・ビョンチョル（김병철、1974年7月5日- ）は、韓国の俳優。
テレビドラマ『天空の城ラピュタ』（2018-2019）のチャ・ミンヒョク役で知られる。 テレビドラマ『太陽の末裔』（2016）、『ガーディアン』（2022）などのヒット作に出演し、名声を高めた： 孤独で偉大な神』（2016-2017）、『今、私たちの学校は…』（2022）、『ドクター・チャ』（2023）など。

## 経歴
韓国慶尚北道の安東市で生まれた。高校3年生のときに演技に目覚めたとインタビューで語っている。
俳優としてのキャリアの初期には、小学生の選択科目として演技を教えていたこともある。2001年に演劇でデビュー。